# يوشينوري ياغي
يوشينوري ياغي (باليابانية: 八木義徳) (21 أكتوبر 1911، موروان في اليابان - 9 نوفمبر 1999، ماتشيدا في اليابان)؛ كاتب وروائي ياباني. درس في جامعة واسيدا.

## الجوائز
- جائزة أكوتاغاوا